# Hysteropterum tangirum
Hysteropterum tangirum är en insektsart som beskrevs av Matsumura 1910. Hysteropterum tangirum ingår i släktet Hysteropterum och familjen sköldstritar.
Artens utbredningsområde är Spanien. Inga underarter finns listade i Catalogue of Life.